# Леуцкий, Николай Афанасьевич
Николай Афанасьевич Леуцкий (13 мая 1913, Хорол, Полтавская губерния — 1 марта 1945, Германия) — лейтенант Рабоче-крестьянской Красной Армии, участник Великой Отечественной войны, Герой Советского Союза (1944).

## Биография
Николай Леуцкий родился 13 мая 1913 года в городе Хорол Хорольского уезда Полтавской губернии Российской империи. 
После окончания неполной средней школы работал токарем в учебных мастерских Хорольского сельскохозяйственного техникума.
В 1941 году Леуцкий был призван на службу в Рабоче-крестьянскую Красную Армию. Окончил военно-политические курсы и Омское военно-политическое училище. С марта 1943 года — на фронтах Великой Отечественной войны. В боях был ранен.
К осени 1943 года гвардии лейтенант Николай Леуцкий командовал разведротой 7-го гвардейского бронеавтомобильного батальона 6-го гвардейского танкового корпуса 3-й гвардейской танковой армии 1-го Украинского фронта. Отличился во время битвы за Днепр. Пользуясь темнотой, разведгруппа Леуцкого переправилась через Днепр в районе Киева и провела разведку боем, уничтожив большое количество солдат и офицеров противника, а также танк. Прорвавшись к населённому пункту Пуща-Водица (ныне — в черте Киева), группа Леуцкого отрезала пути отхода противнику на этом участке, разгромила обоз, уничтожив 30 солдат и офицеров противника, ещё 12 взяв в плен. 6 ноября 1943 года группа Леуцкого успешно разгромила немецкую колонну, уничтожив либо захватив 14 автомашин. В тот же день она напала на группу немецких войск, уничтожив 8 автомашин, 3 артиллерийских орудия, около 60 солдат и офицеров. В том бою Леуцкий был ранен.
Указом Президиума Верховного Совета СССР от 3 июня 1944 года за «образцовое выполнение боевых заданий командования и проявленные при этом мужество и героизм» гвардии лейтенант Николай Леуцкий был удостоен высокого звания Героя Советского Союза с вручением ордена Ленина и медали «Золотая Звезда» за номером 3890.
1 марта 1945 года Леуцкий погиб в боях на западном берегу Одера.

## Награды
- Орден Красного Знамени,
- Орден Александра Невского,
- Орден Отечественной войны 1-й и 2-й степеней[2].

В честь Н. А. Леуцкого названы улица и школа в Хороле.